# Caerulea pratti
Caerulea pratti är en fjärilsart som beskrevs av Arthur Francis Hemming 1931. Caerulea pratti ingår i släktet Caerulea och familjen juvelvingar. Inga underarter finns listade i Catalogue of Life.